# Reykdælir
Reykdælir fue un clan familiar del norte de Islandia cuyo origen se remonta a la Era vikinga y la figura histórica de Eyvindur Þorsteinsson. Dominaban la región de Eyjafjörður. Aparecen mencionados principalmente en la saga de Reykdæla ok Víga-Skútu, una crónica familiar, y la saga de Njál, donde en la segunda mitad de la historia se posicionan a favor de Flosi Þórðarson antes del juicio en el Althing, junto a otros poderosos clanes, los vecinos Öxfirðingar y los Ljósvetningar. En el siglo XII todavía seguían siendo un influyente clan según la saga Íslendinga.